# ترامواي بشار
ترامواي بشار (بالإنجليزية: Béchar tramway)‏ هو مشروع إنجاز ترام بمدينة بشار الجزائرية، في إطار برنامج الاستثمار المُسطر من طرف الدولة لجعل النقل الحضري مواكِبًا للعصر، وعلى غرار العديد من مدن البلاد، أطلقتْ «مؤسسة مترو الجزائر» دراسة جدوى لإدراج الترامواي كوسيلة نقل حضرية بولاية بشار.

## الدراسة
الهدف من المشروع هو التجاوب مع تزايد متطلبات سكان بشار في مجال النقل ولإنجاح التنمية الحضرية بالمدينة. دراسة جدوى ترامواي بشار التي أسندت لمكتب الدراسات «سيسترا»، أسفرت عن تحديد خط ترامواي بشار الذي يمتد على طول 13 كيلومترا و 23 محطة، يربط بشار جديد بالمحطة البرية.
وقد حددت الدراسة خصائص أُخرى منها:
- المسافة المتوسطة بين المحطات: 565 مترا.
- أقطاب التبادل: 4.
- حظيرتين.
- المستودع والورشات: من 7 إلى 10 هكتار.
- مُنشأ فني: 700 مترا على طول الممر العلوي إلى الواد.
- توقعات النقل عبر الترامواي في هذه الولاية تقدر بـ 7920 مسافرا في أوقات الذروة وفي الاتجاهين.